# Chersodoma argentina
Chersodoma argentina es una especie de planta herbácea perteneciente a la familia de las asteráceas. Es originaria de Argentina.

## Taxonomía
Chersodoma argentina fue descrito por Ángel Lulio Cabrera y publicado en Revista del Museo de La Plata (Nueva Serie), Sección Botánica 6: 345, f. 1. 1946.